# Eleutherodactylus rogersi
Espèce
Synonymes
- Eleutherodactylus ricordi rogersi Goin, 1955

Statut de conservation UICN

 DD  : Données insuffisantes
Eleutherodactylus rogersi est une espèce d'amphibiens de la famille des Eleutherodactylidae.

## Répartition
Cette espèce est endémique des Bahamas. Elle se rencontre sur Darby Island et Bell Island dans les îles Exumas, sur l'île Cat, sur Long Island et sur San Salvador.

## Description
La femelle holotype mesure 31,8 mm.

## Étymologie
Cette espèce est nommée en l'honneur de James Speed Rogers (1892–1955).

## Publication originale
- Goin, 1955 : Description of a new subspecies of the frog Eleutherodactylus ricordi from the Bahama Islands. American Museum novitates, no 1708, p. 1-7 (texte intégral).